# Nabil Fekir
Nabil Fekir (18 de juliol de 1993) és un futbolista professional francès que juga com a centrecampista ofensiu o davanter per l'Al-Jazira SC Abu Dhabi.
Format al planter de l'Olympique de Lió, va ser promocionat a l'equip professional el juliol de 2013. Va esdevenir titular del primer equip la segona temporada, quan va ser elegit jugador jove de l'any de la Ligue 1. Des de llavors va jugar més de 150 partits per Les Gones, i el 2017 en va esdevenir capità.
Fekir va debutar per França el març de 2015 i va ser convocat per la Copa del Món de Futbol de 2018.

## Carrera en equips

### Joventut
Fekir es va unir a l'acadèmia juvenil de l'Olympique de Lió als 12 anys i, al cap de dos anys va ser expulsat per no ser prou fort. Es va tornar a unir a Vaulx-en-Velin i va continuar la seva carrera juvenil a l'Saint-Priest, on va ser seguit per buscadors de talents de tota França. En un moment determinat, el rival local del Lió, AS Saint-Étienne va estar a punt de fitxar Fekir però aquest va esperar que el fitxés el Lió un altre cop el 2011. Va dir "volia demostrar-los (al Lió) que havien comès un error".

### Lió

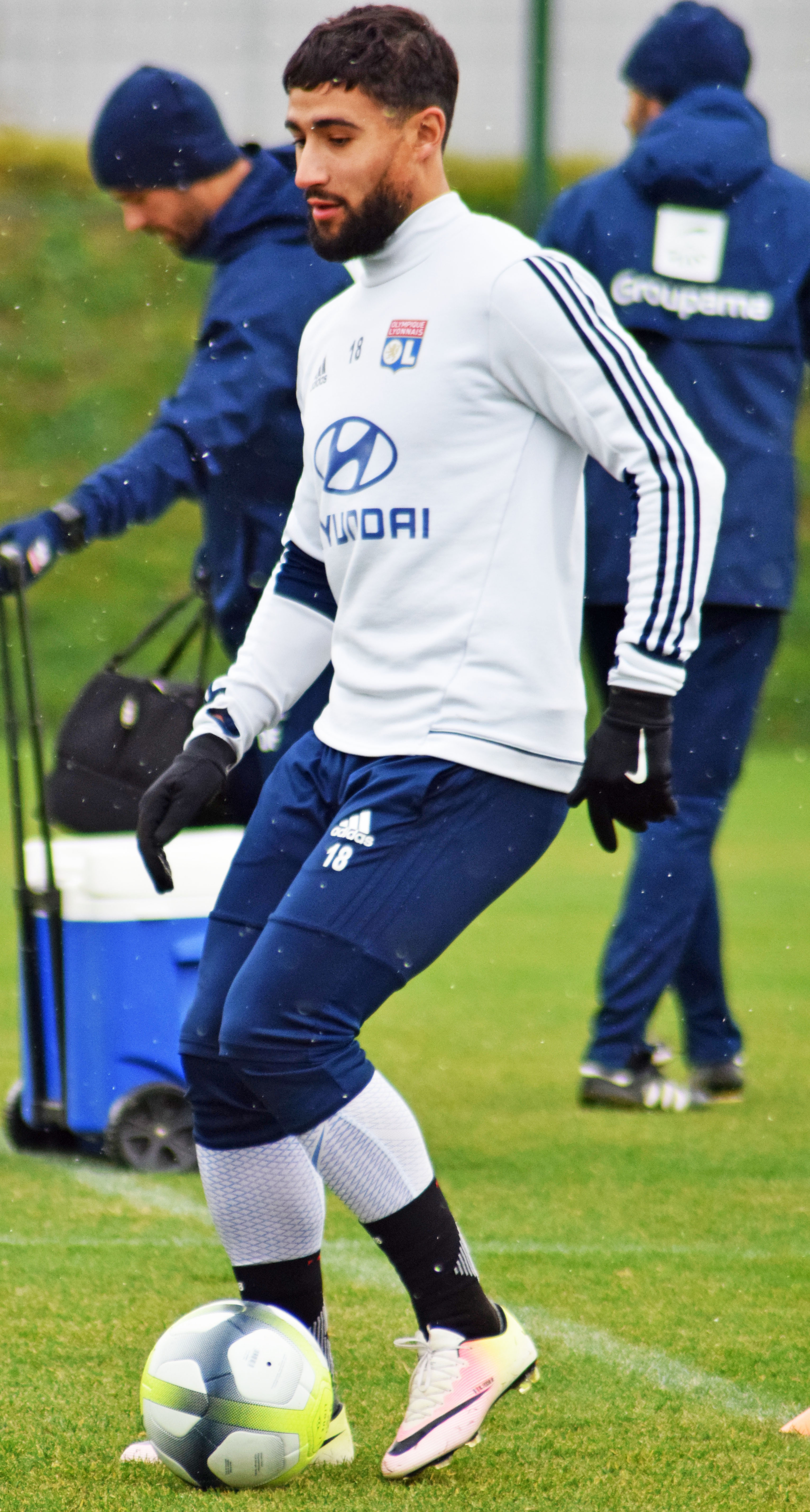
Fekir entrenant amb l'Olympique de Lió el 2017

Fekir va ser inclòs al primer equip de l'Olympique de Lió per primera vegada el 30 de juliol de 2013, formant part de la banqueta tot el partit en una victòria local 1-0 contra el Grasshopper en la primera volta de la tercera ronda de qualificació de la Lliga de Campions. Finalment, va debutar amb el primer equip el 28 d'agost de 2013, substituint Yassine Benzia a la mitja part en la segona volta de l'eliminatòria de la Lliga de Campions en una derrota fora de casa contra la Reial Societat, on l'equip va ser eliminat de competició en una derrota total 4-0. Al cap de tres dies, va debutar a la Ligue 1 jugant tot el partit en una derrota 2-1 fora de casa contra l'Evian TG. El 27 d'abril de 2014, en una victòria 4-1 a casa contra el Bastia a la Ligue 1, va marcar el seu primer gol competitiu (en el minut 23) pel primer equip del Lió i va fer dues assistències de gol per Bakary Koné i Alexandre Lacazette. Fekir va jugar disset partits en total en totes les competicions de la seva primera temporada (2013-2014) amb el primer equip del Lió, i va marcar un gol.
Al llarg de la temporada 2014-2015, va jugar sovint pel primer equip i el 19 de març de 2015 ja havia marcat onze gols i fet set assistències en els 25 partits d'aquella temporada de la Ligue 1, per la qual cosa fou convocat per primer cop per la selecció nacional. El 17 de maig de 2015 va ser elegit jugador jove de l'any de la Ligue 1 i va formar part de l'equip de l'any. Va acabar la temporada 2014-2015 de la Ligue 1 amb tretze gols i nou assistències.
El 29 d'agost de 2015, Fekir va marcar un hat-trick en una victòria fora de casa 4-0 contra el Caen a la Ligue 1. Va perdre's la major part de la temporada 2015-2016 a causa de lligaments del genoll trencats.
El 23 de febrer de 2017, Fekir va marcar un hat-trick i va fer una assistència de gol a Mouctar Dikhaby el minut 89 en una victòria 7-1 a casa contra l'AZ Alkmaar en la segona volta de setzens de final de la Lliga Europa de la UEFA 2016-2017, per la qual cosa va aparèixer per primer cop en la seva carrera en un full de resultats de la Lliga Europa de la UEFA i la Lliga de Campions. El 23 de febrer ja havia marcat deu gols i fet deu assistències en totes les competicions de la temporada 2016-2017.
A principis d'agost de 2017, després del traspàs de Maxime Gonalons a l'AS Roma un mes abans, Fekir va esdevenir capità de l'equip. El 5 de novembre va marcar dos gols en una victòria 5-0 fora de casa de la Ligue 1 contra el rival AS Saint-Étienne. Després de marcar el segon gol al minut 84, es va treure la samarreta i la va brandar el seu nom i el seu número davant dels seguidors del Saint-Étienne, que li van llançar objectes i van escopir al camp, indignats pel gest. L'àrbitre Clément Turpin va treure els jugadors de l'estadi i la policia antidisturbis va anar al camp a restaurar l'ordre. El partit va ser aturat 40 minuts abans que els dos equips poguessin jugar els últims cinc minuts en un Stade Geoffroy-Guichard virtualment buit.
El 23 de juliol de 2019, el Real Betis Balompié va fitxar-lo per 19,75 milions d'euros.

## Carrera internacional
Fekir va jugar només un partit per l'equip juvenil nacional francès de futbol. Va jugar un partit pel sub-21 en sortint de substitut (al minut 75) de Corentin Tolisso en un partit fora de casa de la segona volta de la classificació eliminatòria del Campionat europeu sub-21 de la UEFA de 2015 contra Suècia el 15 d'octubre de 2014; França va perdre el partit 4-1 i 4-3 en el total i, per tant, no es va classificar per la fase final del Campionat europeu sub-21 de la UEFA de 2015 a la República Txeca.
Fekir va ser convocat per la selecció de la seva Algèria ancestral per amistosos contra Oman i Qatar el març de 2015. Tanmateix, es va retirar per formar part de la selecció francesa en amistosos contra el Brasil i Dinamarca. Va debutar amb la selecció professional francès el 26 de març de 2015 contra el Brasil a l'Stade de France, substituint Antoine Griezmann els últims setze minuts d'una derrota 3-1. Va marcar el seu primer gol amb la selecció professional de França el 7 de juny de 2015, en una derrota local 3-4 en un amistós contra Bèlgica. El 4 de setembre de 2015 va ser per primer cop titular de França en una victòria 1-0 fora de casa contra Portugal, en la qual es va trencar tres lligaments del genoll dret, allunyant-lo dels camps de futbol sis mesos aproximadament.
El 25 d'agost de 2016, Fekir va tornar a ser convocat per la selecció per primer cop des de la seva lesió per un amistós contra Itàlia i un partit de la classificació de la Copa del Món de Futbol de 2018 contra Belarús. Va haver de retirar-se de l'equip al cap de tres dies a causa d'una lesió. El 7 d'octubre, va debutar competitivament per França substituint Antoine Griezmann a la classificació de la Copa del Món de Futbol de 2018 el minut 83 en una victòria 4-1 contra Bulgària a l'Stade de France.
Va ser seleccionat per formar part de l'equip de 23 jugadors de França per la Copa del Món de Futbol de 2018 a Rússia.

## Estil de joc
Sobre convocar-lo per l'equip professional francès el març de 2015, el seleccionador Didier Deschamps va dir que "Fekir és un jugador amb gran potencial. Considero que ens pot aportar quelcom diferent. Juga en un paper diferent als altres. Pot marcar i fer que altres també marquin."

## Estadístiques de la carrera

### Equip
Actualitzat el 12 de maig de 2018.
| Equip | Temporada | Lliga   | Lliga   | Lliga | Copa    | Copa | Copa de la Lliga | Copa de la Lliga | Europa1 | Europa1 | Altres2 | Altres2 | Total   |      |
| Equip | Temporada | Lliga   | Partits | Gols  | Partits | Gols | Partits          | Gols             | Partits | Gols    | Partits | Gols    | Partits | Gols |
| Lió   | 2013–14   | Ligue 1 | 11      | 1     | 0       | 0    | 2                | 0                | 4       | 0       | —       | —       | 17      | 1    |
| Lió   | 2014–15   | Ligue 1 | 34      | 13    | 2       | 2    | 1                | 0                | 2       | 0       | —       | —       | 39      | 15   |
| Lió   | 2015–16   | Ligue 1 | 9       | 4     | 0       | 0    | 0                | 0                | 0       | 0       | —       | —       | 9       | 4    |
| Lió   | 2016–17   | Ligue 1 | 32      | 9     | 2       | 1    | 1                | 0                | 13      | 4       | 1       | 0       | 49      | 14   |
| Lió   | 2017–18   | Ligue 1 | 29      | 18    | 2       | 2    | 0                | 0                | 8       | 3       | —       | —       | 39      | 23   |
| Total | Total     | Total   | 115     | 45    | 6       | 5    | 4                | 0                | 27      | 7       | 1       | 0       | 153     | 57   |

¹Inclou partits de la Lliga Europa de la UEFA i la Lliga de Campions.
²Inclou partits del Trophée des Champions.

### Internacional
Actualitzat el 30 de juny de 2018.
| Selecció nacional francesa | Selecció nacional francesa | Selecció nacional francesa | Selecció nacional francesa |
| Any                        | Partits                    | Gols                       |                            |
| -------------------------- | -------------------------- | -------------------------- | -------------------------- |
| 2015                       | 5                          | 1                          |                            |
| 2016                       | 2                          | 0                          |                            |
| 2017                       | 3                          | 0                          |                            |
| 2018                       | 6                          | 1                          |                            |
| Total                      | 16                         | 2                          |                            |

### Gols internacionals
Marcador i resultats finals indiquen primer els gols de França.
| Gol | Data               | Seu                                  | Partits | Contrincant | Marcador | Resultat final | Competició |
| --- | ------------------ | ------------------------------------ | ------- | ----------- | -------- | -------------- | ---------- |
| 1.  | 7 de juny de 2015  | Stade de France, Saint-Denis, França | 3       |             | 2–4      | 3–4            | Amistós    |
| 2.  | 28 de maig de 2018 | Stade de France, Saint-Denis, França | 11      |             | 2–0      | 2–0            | Amistós    |

## Palmarès
Selecció Francesa
- 1 Copa del Món: 2018

Real Betis Balompié
- 1 Copa del Rei: 2021-2022.

Individual
- Jugador jove de l'any de la Ligue 1 per la UNFP: 2014-2015[25]
- Equip de l'any de la Ligue 1 per la UNFP: 2014-2015, 2017-2018
- Jugador del mes de la Ligue 1 per la UNFP: octubre de 2017[26]